# ادموند بیچ ویلسون
ادموند بیچ ویلسون (انگلیسی: Edmund Beecher Wilson؛ ۱۹ اکتبر ۱۸۵۶ – ۳ مارس ۱۹۳۹) دانشمند در زمینه جانورشناسی و ژنتیک اهل ایالات متحده آمریکا بود. او یکی از مؤثرترین کتابهای درسی در زیست‌شناسی مدرن را با نام The Cell نوشت و به عنوان اولین زیست‌شناس سلولی در آمریکا شناخته شده‌است.

## زندگی
ویلسون در ژنو، ایلینویز، به دنیا آمد و فرزند اسحاق جی. ویلسون، قاضی و همسرش، کاریولین کلارک بود. وی در سال ۱۸۷۸ از دانشگاه ییل فارغ‌التحصیل شد. دکترای خود را نیز در سال ۱۸۸۱ در جانس هاپکینز کسب کرد. او مدرس کالج ویلیامز در سالهای ۱۸۸۳–۸۴ و انستیتوی فناوری ماساچوست در سالهای ۱۸۸۴–۸۵ بود. وی از سال ۱۸۸۵ تا ۱۸۹۱ به عنوان استاد زیست‌شناسی در کالج برایان ماور مشغول به کار بوده‌است..
او همچنین در دانشگاه کلمبیا استاد پیوسته زیست‌شناسی (۹۴–۱۸۹۱)، جانورشناسی بی مهرگان (۱۸۹۷–۱۸۹۷) و استاد جانورشناسی (از سال ۱۸۹۷) بود. ویلسون به عنوان اولین زیست‌شناس سلولی در آمریکا شناخته شده‌است. در سال ۱۸۹۸ او از تشابه در جنین برای توصیف روابط فیلوژنتیک استفاده کرد. وی با مشاهده شکاف مارپیچی در صدف‌ها، کرم‌های پهن و آنلئیدها نتیجه گرفت که اندامهای مشابه از همان گروه سلولها هستند و به این نتیجه رسیدند که تمام این ارگانیسم‌ها باید یک جد مشترک داشته باشند. وی در سال ۱۹۰۲ به عنوان عضو آکادمی هنر و علوم آمریکا انتخاب شد.
وی همچنین در سال ۱۹۰۵ سیستم تعیین جنسیت کروموزومی XY را کشف کرد که مردان دارای کروموزوم جنسی XY و زنان XX هستند. نتیتی استیونز در اوایل همان سال به‌طور مستقل همان کشف را انجام داد و اولین بار این کشف را منتشر کرد. ویلسون مقالات زیادی را در مورد جنین‌شناسی منتشر کرد، و در سال ۱۹۱۳ به عنوان رئیس انجمن آمریکا برای پیشرفت علوم خدمت کرد.
در سال ۱۹۰۷، سال او به عضویت خارجی آکادمی علوم و علوم سلطنتی هلند درآمد. ویلسون برای کتاب خود، سلول در توسعه و وراثت، مدال دانیل جیرود الیوت را از آکادمی ملی علوم در سال ۱۹۲۵ دریافت کرد. انجمن آمریکایی برای زیست‌شناسی سلولی به افتخار او مدال E. B. Wilson را اعطا می‌کند.